# كاشف عباسي
كاشف عباسي (بالأردوية: کاشف عباسی؛ بالإنجليزية: Kashif Abbasi) هو صحفي ومذيع أخبار باكستاني، ولد في 15 أغسطس 1966 في باكستان.

## وصلات خارجية
- الموقع الرسمي